# Тім Мациєвський
Тім Луїс Мациєвський (нім. Tim Luis Maciejewski, нар. 5 березня 2001, Берлін, Німеччина) — німецький футболіст, вінгер клубу «Уніон» (Берлін).

## Ігрова кар'єра
Тім Мациєвський народився у Берліні і є вихованцем столичних клубів «Герта» та «Уніон», де він грав у молодіжних командах. Саме у складі останнього і відбувся дебют футболіста на професійному рівні. Це сталося у листопаді 2020 року, коли Мациєвський вийшов на заміну в кінці матчу проти «Армінії».
У зимове трансферне вікно для набору ігрової практики Мациєвський був відправлений в оренду у клуб австрійської Другої Бундесліги «Аустрія» з Клагенфурта. В Австрії вінгер провів півтора сезону і влятку 2022 року повернувся до складу «Уніона».